# Явор (планина в Сърбия)
Вижте пояснителната страница за други значения на Явор.
Явор е планина в Югозападна Сърбия. Намира се на пътя Иваница – Сеница, на границата между общините Нова Варош, Иваница и Сеница.
Най-високата точка на планината е Василин връх със своите 1519 метра надморска височина. В подножието ѝ тече река Увац, вливаща се в Лим.
Планината е част от Динарската планинска верига. Покрита е с широколистни (букови) дървета, по̀ на юг растат и иглолистни. Има изобилие от пасища, извори и потоци, откриват се и разни горски плодове. Всички реки в района се отличават с бистра и чиста вода, налице е богат рибен фонд, като преобладава пъстървата. Климатът на планината е умерено-планински.
Явор е историческа планина, на нея са водени битки и войни (1804, 1876–1878, 1912). До Балканската война тук се намирала сръбско-турска граница. В село Кушичи, намиращо се в подножието на планината, за периода от 1806 до 1809 година Карагеорги Петрович изгражда заедно с въстаниците си здрави укрепления и окопи, днес препознавани като Карагеоргиеви окопи. На хълма над бившата сграда на митницата е издигнат паметник на загиналия в Сръбско-турската война от 1876 година майор Михаил Илич, чието име носи Основното училище на Кушичи. В близост до паметника се намира гробище на сръбски войници, загинали в Калиполе.
Възпяващите планината народни песни са много, но сред по-известните са „Ој ливадо росна траво Јаворе“ (Ой, ливадо, росна трево, Яворе) и „Под Јавором село што је“ (Селото под Явор).